# Peter Tischbein

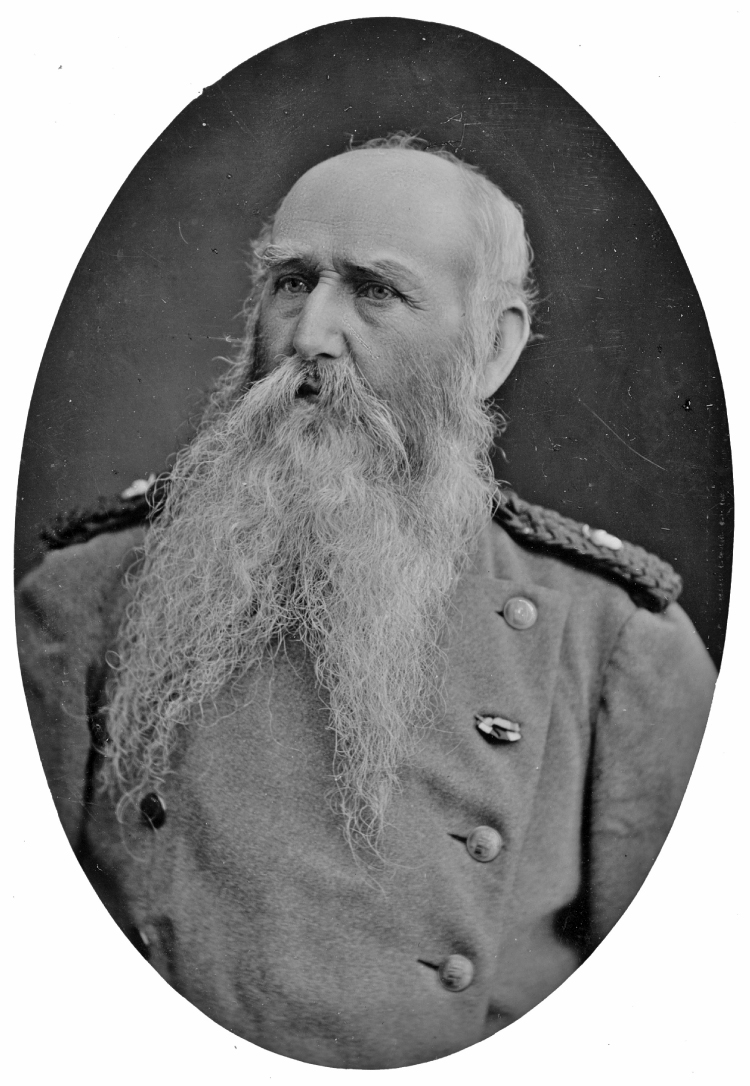
Peter Tischbein in der Uniform eines Oberforstmeisters

Peter Friedrich Ludwig Tischbein (* 6. Dezember 1813 in Eutin; † 5. Oktober 1883 ebenda) war ein deutscher Oberförster, Entomologe und Paläontologe.

## Leben
Peter Tischbein war der Sohn des Malers Johann Heinrich Wilhelm Tischbein und nach der Ausbildung in Eutin Forstaufseher im Lensahner Forstrevier in Holstein (im Dienst der Oldenburger Herzöge). Ab 1841 wirkte er in Herrstein, wo er 1843 Forstamtsauditor und Distriktsförster wurde, 1852 Oberförster und 1863 Forstmeister. Als Mitglied der Regierung war er für Jagd und Forsten im nahen Birkenfeld, das damals Teil des Großherzogtums Oldenburg war, verantwortlich. 1873 wurde er Oberforstmeister und Inspektor der Wälder des nunmehrigen Fürstentums Birkenfeld. 1875 wurde er Oberforstmeister des Großherzogtums Oldenburg für das Fürstentum Lübeck in Eutin.
Er sammelte Fossilien aus dem devonischen Schiefer des Hunsrück. Ihm zu Ehren ist der fossile Schlangenstern Euzonosoma tischbeinianum (ROEMER 1864) benannt.
Als Entomologe beschrieb er erstmals die Pflanzenwespen Tenthredo hungarica, Cephus pulcher, Macrophya ratzeburgii und Tenthredo albopunctata. Seine Käfersammlung kam über Ludwig Wilhelm Schaufuß an das Deutsche Entomologische Institut.

## Auszeichnungen
- 1862 Albrechts-Orden, Ritter I. Klasse (1862)
- Oldenburgischer Haus- und Verdienstorden des Herzogs Peter Friedrich Ludwig

1877 Ritterkreuz II. Klasse
1881 Ritterkreuz I. Klasse
1883 Ehren-Komturkreuz